# Genevieve Cortese
Genevieve Cortese (8. januar 1981) er en amerikansk skuespiller. Siden 2010 har hun været gift med skuespilleren Jared Padalecki med hvem hun har tre børn.